# Dettelbacher Honigberg
Dettelbacher Honigberg ist eine Einzel- und Großweinlage im Anbaugebiet Franken. Sie umfasst als Großlage Teile des Bereichs Volkacher Mainschleife am Maindreieck und bildet gleichzeitig als Einzellage den Namen für den in den Dettelbacher Ortsteilen Bibergau und Mainsondheim angebauten Wein.

## Geografische Lage und Geologie
Die Großlage erstreckt sich weitgehend nördlich und südlich von Dettelbach, wobei insbesondere die Einzellage Sonnenleite von mehreren,  nicht zusammenhängenden und kleinen Weinbaustreifen geprägt ist. Diese ziehen sich im Norden von Schnepfenbach entlang des Dettel-Baches und im Westen von der sogenannten Doktorsmühle entlang des Bibergauer Mühlbaches bis zur Stadt Dettelbach selbst, wobei unmittelbar nördlich der Dettelbacher Stadtpfarrkirche bereits der größte Teil der Reben wächst. Westlich und südlich der Stadt entlang des Maines wachsen die des Berg-Rondells.
Insgesamt nimmt die Großlage eine Fläche von über 150 ha ein, wobei die namensgebende Einzellage Honigberg den geringsten Anteil an dieser Fläche hat. Naturräumlich sind die Weinberge den Haupteinheiten Innere Gäuhochflächen im Maindreieck und Mittleres Maintal zugeordnet. Die Reben aller Einzellagen wachsen auf Böden des Oberen Muschelkalks und dem Lettenkeuper. In den weiter vom Main entfernten Lagen im Norden der Großlage bilden auch Lößlehm und Flugsande den Untergrund. Als Hauptrebsorte kann der Müller-Thurgau gelten.

## Namensherkunft
Die Herkunft des Namens Honigberg ist unklar. Anders als bei den anderen Großlagen des Bereichs existierte keine alte Flurlage mit Namen Honigberg. Ebenso bildet der Honigberg keinen historischen Mittelpunkt für die Orte der Umgebung. Wahrscheinlich handelt es sich um eine Neuerfindung der 1970er Jahre und spielt mit dem Namen auf die Süße des hier angebauten Weines an. Honig ist auch eine Hauptzutat für die Dettelbacher Muskatzine, die als regionale Spezialität gilt.

## Weingut
Das einzige Weingut, das seinen Wein unter dem Namen der Einzellage Honigberg vermarktet, ist das Weingut Schinhammer in Bibergau. Die Rebflächen, die der Honigberg als Einzellage umfasst, sind nicht bekannt, allerdings dürften nur wenige Flächen im äußersten Osten der Bibergauer Gemarkung mit Reben bestockt sein.

## Weinlagen der Großlage Honigberg
Die Liste der Weinlagen orientiert sich an einer Aufstellung aller bayerischen Weinlagen, die von der Regierung von Unterfranken herausgegeben wurde. Sie ist alphabetisch geordnet. In der zweiten Spalte sind die Gemarkungen vermerkt, auf denen die Weinlage zu finden ist. Weiterhin sind die Flächen der Weinlagen aufgeführt. Die Bodenbeschaffenheit und ihre überwiegende Zusammensetzung ist in der Spalte Geologie ersichtlich. Anmerkungen enthalten wichtige historische Eckpunkte zu den einzelnen Lagen.
Insgesamt umfasst der Dettelbacher Honigberg drei Einzellagen. Viele Lagen ziehen sich über mehrere Gemarkungen hin, wobei die Weinreben sich häufig auf einer Gemarkung konzentrieren (Beispiel Dettelbacher Berg-Rondell, Mainstockheimer Berg-Rondell). Besonders gespalten ist die Weinlage Sonnenleite, die sich entlang des Dettel-Baches vom Dettelbacher Altort aus in Richtung Norden ziehen. Die Geokoordinate bezieht sich auf die größte Teilfläche der jeweiligen Lage.
| Name der Weinlage | Gemarkung(en) (Gemeinde)                                   | Fläche (Jahr) | Geologie                         | Geokoordinate               | Anmerkungen |
| ----------------- | ---------------------------------------------------------- | ------------- | -------------------------------- | --------------------------- | --- |
| Berg-Rondell      | Dettelbach, Mainstockheim                                  | 80 ha (1993)  | Oberer Muschelkalk, Lettenkeuper | 49° 47′ 17″ N, 10° 8′ 50″ O | Im Jahr 1971 wurden insgesamt zwölf Einzellagen zum Berg-Rondell zusammengefasst                                                                                                |
| Honigberg         | Bibergau (Dettelbach), Mainsondheim (Dettelbach)           | unbekannt     | Oberer Muschelkalk, Lettenkeuper | 49° 46′ 40″ N, 10° 7′ 19″ O | Im Jahr 1971 wurden insgesamt zwei Einzellagen (Höll und Vogelsang) zum Honigberg zusammengefasst, die Regierung von Unterfranken führt die Weinberge um Bibergau als lagenfrei |
| Sonnenleite       | Brück (Dettelbach), Dettelbach, Schnepfenbach (Dettelbach) | 75 ha (1993)  | Oberer Muschelkalk, Lettenkeuper | 49° 48′ 19″ N, 10° 9′ 1″ O  | Insgesamt 17 Einzellagen wurden 1971 zur Sonnenleite zusammengefasst |